# Фалефа (долина)
Фалефа — долина на северо-востоке острова Уполу в Самоа. В данной долине ведутся раскопки и исследования, в частности археологами из Новой Зеландии, а именно Роджером Грином и Джанет Дэвисон. На севере от долины располагается одноименная деревня Фалефа. Деревня относится к политическому округу Атуа. На северо-востоке находится маленький район Ваа-о-Фоноти, который включает в себя обширную природоохранную зону.